# Areias, Sequeiró, Lama e Palmeira
Areias, Sequeiró, Lama e Palmeira (oficialmente: União das Freguesias de Areias, Sequeiró, Lama e Palmeira) é uma freguesia portuguesa do município de Santo Tirso, com 10,3 km² de área e 6369 habitantes (censo de 2021). A sua densidade populacional é 618,3 hab./km².

## História
Foi constituída em 2013, no âmbito de uma reforma administrativa nacional, pela agregação das antigas freguesias de Areias, Sequeiró, Lama e Palmeira.

## Demografia
A população registada nos censos foi:
| Distribuição da População por Grupos Etários | Distribuição da População por Grupos Etários | Distribuição da População por Grupos Etários | Distribuição da População por Grupos Etários | Distribuição da População por Grupos Etários | Distribuição da População por Grupos Etários |
| -------------------------------------------- | -------------------------------------------- | -------------------------------------------- | -------------------------------------------- | -------------------------------------------- | -------------------------------------------- |
| Antes da agregação                           |                                              |                                              |                                              |                                              |                                              |
| Ano                                          | 0-14 anos                                    | 15-24 anos                                   | 25-64 anos                                   | >= 65 anos                                   | Total                                        |
| 2001                                         | 1082                                         | 1042                                         | 3942                                         | 921                                          | 6987                                         |
| 2011                                         | 866                                          | 737                                          | 3956                                         | 1236                                         | 6795                                         |
| Após a agregação                             |                                              |                                              |                                              |                                              |                                              |
| Ano                                          | 0-14 anos                                    | 15-24 anos                                   | 25-64 anos                                   | >= 65 anos                                   | Total                                        |
| 2021                                         | 653                                          | 642                                          | 3337                                         | 1737                                         | 6369                                         |